# Ильменау (река)
Ильменау (нем. Ilmenau) — река в Германии, протекает по земле Нижняя Саксония. Левый приток Эльбы. Площадь водосборного бассейна — 2984 км², длина реки — 109 км.
В долине Ильменау в районе Ильцена Густавом Швантесом были обнаружены погребения Ясторфской культуры (600—300 гг. до н. э.).